# Carla Gugino
Carla Neill Gugino [ɡuˈdʒiːno] (Sarasota, Florida, 29 de agosto de 1971) es una actriz estadounidense. Es conocida por papeles como Ingrid Cortez en la trilogía de Spy Kids, como Silk Spectre en Watchmen (2009), como la doctora Vera Gorski en Sucker Punch (2011) y como protagonista de las series de televisión Karen Sisco y Threshold. Su trabajo en el cine incluye papeles principales en Son in Law (1993), Sin City (2005), Night at the Museum (2006), Mr. Popper's Penguins (2011) y San Andreas (2015). Ha desempeñado papeles principales en las series de televisión Political Animals (2012), Wayward Pines (2015) y Roadies (2016). En 2017, se destacó en el papel de Jessie Burlingame en Gerald's Game, una adaptación de la novela de suspenso de Stephen King. En 2019, tuvo el papel protagonista en la serie Jett. También ha participado como actriz de voz (Orión y la oscuridad).[cita requerida]

## Primeros años
Carla Gugino es hija de Carl Gugino, un ortodoncista de ascendencia italiana, y de una madre de ascendencia inglesa e irlandesa, descrita como «bohemia». Sus padres se separaron cuando ella tenía dos años de edad, y durante un tiempo viajaría desde Sarasota, la casa de su padre y su medio hermano Carl Jr., hasta Paradise, California, donde se mudó su madre cuando ella tenía cuatro años. Ella describió ese periodo de costa a costa diciendo: «Viví en un tipi en Carolina del Norte y en una furgoneta en Big Sur. Con mi padre, viví en una hermosa casa con piscina y una cancha de tenis e iba a Europa en los veranos. Así que siento que viví dos vidas». Años después, trabajó como modelo y tomó clases de actuación impulsada por su tía, la modelo de Let's Make a Deal Carol Merrill. Más tarde, a los 16 años de edad, con la ayuda de sus padres, se emancipó legalmente.

## Carrera
A mediados de la década de 1980 y a principios de la década de 1990, debutó como actriz en series de televisión, en episodios de conocidas teleseries como Falcon Crest, Who's the Boss?, Alf o The Wonder Years.[cita requerida]
Su primer rol cinematográfico fue en la comedia protagonizada por Shelley Long, Beverly Hills Troop (1989). Posteriormente, aparecería junto a Antonio Banderas en Miami Rhapsody (1995) o Spy Kids (2001), a Jet Li en El único, a John Travolta en Michael (1996) y a Nicolas Cage en Snake Eyes (1998).[cita requerida]
En los años 90, además de aparecer en el videoclip de Bon Jovi "Always", intervino en series de televisión como Spin City, junto a Michael J. Fox, o la serie de médicos Chicago Hope. En 2005, interpretó a Lucille en Sin City, dirigida por Robert Rodriguez y Frank Miller. En 2007, trabajó en American Gangster, junto a Denzel Washington y Russell Crowe. En 2008, compartió reparto con estrellas como Al Pacino y Robert De Niro en el thriller Righteous Kill.[cita requerida]
En teatro ha intervenido en los montajes de After the Fall (2004), de Arthur Miller, Desire Under the Elms (2009), de Eugene O'Neill, y The Road to Mecca (2012), todas ellas sobre los escenarios de Broadway. En 2016, participó en el video musical de la banda Black Eyed Peas para la canción «#WHERESTHELOVE», que contaba con más de cinco millones de visitas cuatro días después de su estreno en YouTube.[cita requerida]

## Vida personal
Su pareja es el escritor y director venezolano Sebastián Gutiérrez, con quien trabajó en Karen Sisco y Rise: Blood Hunter. La pareja vive en Nueva York, donde ella pasa parte de su tiempo libre practicando yoga.[cita requerida]

## Filmografía
| Año       | Título                                        | Personaje                    | Observaciones                              |
| --------- | --------------------------------------------- | ---------------------------- | ------------------------------------------ |
| 1988      | Who's The Boss?                               | Jane                         | Episodio "Prom Night II"                   |
| 1989      | Troop Beverly Hills                           | Chica Barnfell               |                                            |
| 1989      | ALF                                           | Laura                        | Episodio "Standing in the Shadows of Love" |
| 1989-90   | Falcon Crest                                  | Sydney St. James             | 11 episodios                               |
| 1990      | Welcome Home, Roxy Carmichael                 | Roxy Carmichael de joven     |                                            |
| 1991      | Doogie Howser, MD                             | Sara Newman                  | Episodio "Planet of the Dateless"          |
| 1991      | The Wonder Years                              | Sandy                        | Episodio "Triangle"                        |
| 1992      | Murder Without Motive: The Edmund Perry Story | Allison Connors              | Film para televisión                       |
| 1992      | Quantum Leap                                  | Michelle Temple Cutter       | Episodio "Ghost Ship – August 13, 1956"    |
| 1993      | This Boy's Life                               | Norma Hansen                 |                                            |
| 1993      | Red Hot                                       | Valentina                    |                                            |
| 1993      | Son in Law                                    | Rebecca 'Becca' Warner       |                                            |
| 1995      | Miami Rhapsody                                | Leslie Marcus                |                                            |
| 1996      | Jaded                                         | Megan 'Meg' Harris           |                                            |
| 1996      | Homeward Bound II: Lost in San Francisco      | Delilah                      | Papel de voz                               |
| 1996      | The War at Home                               | Melissa                      |                                            |
| 1996      | Wedding Bell Blues                            | Violet                       |                                            |
| 1996      | Michael                                       | Bride                        |                                            |
| 1997      | Lovelife                                      | Amy                          |                                            |
| 1998      | Snake Eyes                                    | Julia Costello               |                                            |
| 1998      | Jaded                                         | Megan 'Meg' Harris           |                                            |
| 1998      | Judas Kiss                                    | Coco Chavez                  |                                            |
| 1999-2000 | Chicago Hope                                  | Dra. Gina Simon              | Papel principal, 23 episodios              |
| 2001      | Spy Kids                                      | Ingrid Cortez                |                                            |
| 2001      | The Center of the World                       | Jerri                        |                                            |
| 2001      | The Jimmy Show                                | Annie                        |                                            |
| 2001      | The One                                       | T. K. Law/Massie Walsh       |                                            |
| 2001      | She Creature                                  | Lillian "Lily" Shaw          | Film para televisión                       |
| 2002      | Spy Kids 2: The Island of Lost Dreams         | Ingrid Cortez                |                                            |
| 2003      | The Singing Detective                         | Betty Dark/Hooker            |                                            |
| 2003      | Spy Kids 3-D: Game Over                       | Ingrid Cortez                |                                            |
| 2003      | Karen Sisco                                   | Karen Sisco                  | Papel principal, 10 episodios              |
| 2005      | The Life Coach                                | Carla                        |                                            |
| 2005      | Sin City                                      | Lucille                      |                                            |
| 2005-06   | Threshold                                     | Dra. Molly Anne Caffrey      | Papel principal, 13 episodios              |
| 2006      | Even Money                                    | Veronica                     |                                            |
| 2006      | Night at the Museum                           | Rebecca Hutman               |                                            |
| 2007      | The Lookout                                   | Janet                        |                                            |
| 2007      | Rise: Blood Hunter                            | Eve                          |                                            |
| 2007      | American Gangster                             | Laurie Roberts               |                                            |
| 2007-2010 | Entourage                                     | Amanda Daniels               | 12 episodios                               |
| 2008      | Righteous Kill                                | Det. Karen Corelli           |                                            |
| 2009      | The Unborn                                    | Janet Beldon                 |                                            |
| 2009      | Sparks                                        | Robin                        | Cortometraje                               |
| 2009      | Watchmen                                      | Sally Jupiter / Silk Spectre |                                            |
| 2009      | Race to Witch Mountain                        | Dra. Alex Friedman           |                                            |
| 2009      | Women in Trouble                              | Elektra Luxx                 |                                            |
| 2009      | Under the Hood                                | Sally Jupiter / Silk Spectre | Cortometraje                               |
| 2010      | The Mighty Macs                               | Cathy Rush                   |                                            |
| 2010      | Elektra Luxx                                  | Elektra Luxx                 |                                            |
| 2010      | Every Day                                     | Robin                        |                                            |
| 2010      | Faster                                        | Cicero                       |                                            |
| 2010      | Californication                               | Abby Rhodes                  | 10 episodios                               |
| 2011      | I Melt with You                               | Laura                        |                                            |
| 2011      | Girl Walks into a Bar                         | Francine Driver              |                                            |
| 2011      | Sucker Punch                                  | Dra. Vera Gorski             |                                            |
| 2011      | Mr. Popper's Penguins                         | Amanda Popper                |                                            |
| 2011      | New Year's Eve                                | Dra. Morriset                |                                            |
| 2011      | Hide                                          | D.D. Warren                  | Film para televisión                       |
| 2012      | Hotel Noir                                    | Hanna Click                  |                                            |
| 2012      | Justified                                     | Karen Goodall                | Episodio "Cut Ties"                        |
| 2012      | New Girl                                      | Emma                         | 3 episodios                                |
| 2013      | By Virtue Fall                                | Actriz                       |                                            |
| 2013      | El hombre de acero                            | Kelor                        | Papel de voz                               |
| 2014      | Match                                         | Lisa                         |                                            |
| 2015      | San Andreas                                   | Emma                         |                                            |
| 2015-2016 | Wayward Pines                                 | Kate Hewson                  | Papel principal, 11 episodios              |
| 2016      | Supergirl                                     | Kelor                        | Papel de voz, no acreditada                |
| 2017      | The Space Between Us                          | Kendra                       |                                            |
| 2017      | Batman v Superman: Dawn of Justice            | Kelor                        | Papel de voz                               |
| 2017      | Wolves                                        | Jenny Keller                 |                                            |
| 2017      | Bling                                         | Catherine                    | Rol de voz                                 |
| 2017      | Gerald's Game                                 | Jessie Burlingame            |                                            |
|           | Nashville                                     | Virginia Wyatt               | Episodio "If Tomorrow Never Comes"         |
| 2018      | The Haunting of Hill House                    | Olivia Crain                 | 10 episodios                               |
| 2019      | Jett                                          | Jett                         | 9 episodios                                |
| 2020      | Manhunt: Unabomber                            | Kathy Scruggs                | 6 episodios                                |
| 2020      | The Haunting of Bly Manor                     | Jaime de adulta / Narradora  | 9 episodios                                |
| 2021      | Gunpowder Milkshake                           | Madeleine                    |                                            |
| 2024      | Lisa Frankenstein                             | Janet Swallows               |                                            |
| 2024      | The Friend                                    | Elaine                       |                                            |